# 8. Armee (Russisches Kaiserreich)
Die 8. Armee der russischen Armee wurde während des Ersten Weltkrieges eingesetzt. Die Armee wurde ab Ende Juli 1914 nach dem Eintritt Russlands in den Ersten Weltkrieg gebildet und 1918 aufgelöst.

## Geschichte

### 1914
Beim Einbruch in Ostgalizien konzentrierte der Befehlshaber der russischen Südwestfront, General der Artillerie Iwanow, zwei Armeen (die 3. und 8. Armee) zum Angriff auf Lemberg. Es entwickelte sich in der Folge die Schlacht in Galizien. Die 8. Armee unter General der Kavallerie Alexei Brussilow marschierte nach dem Übertritt des Grenzflusses Zbrucz mit 10 Divisionen nördlich des Dnjestr auf, am Südufer brachen vier Kavalleriedivisionen in die Bukowina ein.
- VII. Armeekorps (Gen. der Inf. Eck) – 13. und 34. Division
- XII. Armeekorps (Gen. der Inf. Lesch) – 12. und 19. Division
- VIII. Armeekorps (Gen. der Inf. Radko Dimitriew, später General Wladimir Michailowitsch Dragomirow) – 14. und 15. Division
- XXIV. Armeekorps (Gen. der Kav. Zurikow) – 48. und 49. Division
- 11. und 12. Kavallerie-Division
- Kosaken-Kavallerie-Korps unter General Pawlow – 1. und 2. Kuban-Kavallerie-Division, 2. Don-Kosaken-Division

Die Strypa wurde überschritten, Tarnopol und Buczacz wurden zu Kriegsbeginn schnell von der 8. Armee besetzt. Die zahlenmäßig unterlegene österreichisch-ungarische Armeegruppe des Generals der Infanterie Kövess versuchte vergeblich, den Russen an der Zlota Lipa standzuhalten. Das k.u.k. XII. Korps musste am 29. August hinter die Gnila Lipa auf die Linie Podkamien – Rohatyn zurückgehen. Brussilow verlor bei der Verfolgung wegen der schlechten Straßen aber zwei Marschtage und das Eintreffen des k.u.k. VII. Korps aus dem serbischen Kampfraum verhinderte den völligen österreichischen Zusammenbruch. In der Bukowina begnügte sich das am Dnjestr sichernde russische XXIV. Armeekorps mit der Beobachtung der österreichischen Brückenköpfe bei Halicz und Nizinow. Während der Schlacht an der Wereszyca (8. – 10. September) wurde der Befehlsbereich der 8. Armee nördlich bis nach Grodek ausgedehnt und die Gegenangriffe der k.u.k. 2. Armee abgewiesen. Die mit der russischen 3. Armee zusammen operierende Nordgruppe unter General Lesch (russisches X. und XII. Korps) warfen die k.u.k. 3. Armee zwischen Janow und Grodek auf die dahinterliegende Werescyca zurück.
Nach der Schlacht am San Mitte Oktober 1914 zwang Brussilow den Gegner zum Rückzug auf den Karpatenkamm. Die selbstständige Armeegruppe Seliwanow zernierte dabei im Hinterland die eingeschlossene Festung Przemyśl. Im Raum Neu-Sandez befand sich etwa die Nahtstelle zwischen der 8. Armee und der nördlicher stehenden 3. Armee. Nach der taktischen Niederlage der 3. Armee in der Schlacht von Limanowa-Lapanow ging die 8. Armee ab 20. Dezember zu Entlastungsangriffen über und stabilisierte die Front. Dafür wurde das XXIV. Korps von der Dnjestrfront abgezogen und zur Verstärkung des VIII. an den rechten Flügel herübergezogen. Am linken Flügel übernahm die Reservegruppe Laurentiew die Sicherung gegenüber der k.u.k. Armeegruppe Pflanzer-Baltin. Die 8. Armee stand folgend in monatelanger Winterschlacht in den Karpaten in fortwährenden Angriff- und Abwehrkämpfen gegenüber den Truppen der österreichisch-ungarischen Karpatenfront.

### 1915
Ab 23. Januar 1915 griffen die Österreicher in Richtung auf Sanok-Lisko und Chryow zum Entsatz Przemsyls an. Bereits am 26. Januar begann aber die russische 8. Armee beiderseits des Duklapasses ihren Gegenangriff. Ende Januar wurde die Karpathenfront im Raum Stryj durch die Ankunft der deutschen Südarmee erheblich verstärkt. General Brussilow hatte seinerseits den Befehl, durch die Karpaten nach Nordungarn durchzubrechen. Dies zu verhindern, wurde die ihm gegenüberliegende k.u.k. 3. Armee unter General Boroevic durch die aus Polen herübergezogene k.u.k. 2. Armee verstärkt. Ab 26. Februar 1915 musste General Iwanow den linken Flügel der russischen 8. Armee durch das XXII. Korps zu verstärken. Ende Februar wurde durch General der Infanterie Seliwanow im Raum Przemyśl eine neue Armeegruppe gebildet, welche die Angriffe der gegnerischen Angriffsgruppe Tersztyánszky an der Linie Wetlina bis Konieczna aufhielt.
Infolge der Durchbruchschlacht von Gorlice-Tarnow zu Anfang Mai 1915 musste auch die südlicher stehende 8. Armee alle Positionen am Duklapass aufgeben und eilig zurückweichen. Nach dem Großen Rückzug über den Bug im August 1915 etablierte sich die 8. Armee an der Styr-Linie in Wolhynien. Nach dem Verlust von Luzk stoppte ein starker Gegenangriff ab 3. September aus dem Raum Olyka die nachdrängenden Österreicher. Im Feldzug nach Rowno führte die 8. Armee sechs Korpsgruppen mit 8. Infanterie- und 4 Kavalleriedivisionen:
- Kavalleriekorps Weljassew (11. und 16. Kavalleriedivision)
- XII. Armeekorps (12. und 19. Division)
- XXXIX. Armeekorps (102. und 105. Reserve-Division)
- XVII. Armeekorps (3. und 35. Division)
- VIII. Armeekorps (14. und 15. Division)
- Kavalleriekorps Rerberg (7. Kavalleriedivision, 2. und 3. Don-Kosaken-Brigade)

Zwischen Rawalowka und Dubno, wo die südlicher folgende 11. Armee anschloss, festigte sich die Front neuerlich zum Stellungskrieg.

### 1916
Am 4. Juni 1916 griff die jetzt am Nordabschnitt der russischen Südwestfront stehende 8. Armee mit fünf Korps (XXX., XXXIX., XXXX., VIII. und XXXII.) zwischen dem Styr-Brückenkopf von Czartorysk bis Sapanow in Richtung auf Kowel und Luzk an. General Kaledin setzte am ersten Angriffstag der Brussilow-Offensive rund 100 Bataillone mit 320 Geschütze zwischen Dubiszcze und Koryto ein. Das russische XXXIX. Korps konnte die Front k.u.k. 4. Armee bei Olyka bis 5. Juni zu durchbrechen und den Gegner von der Putilowka auf den Styr zurückzudrängen. Am nördlichen Abschnitt bei Rawalowka und am Styr-Brückenkopf bei Kolki konnten die k.u.k. Korpsverbände Hauer und Fath den Angriffe des russischen XXX. und XXXXVI. Korps vorerst standhalten. 
Als dem russischen XXXX. Korps am 7. Juni schließlich auch die Rückeroberung der im Vorjahr verlorenen Stadt Luzk (polnisch Łuck) am Styr gelang, war der Durchbruch vollständig erreicht. Zwischen 10. und 12. Juni rangen die restlichen Verbände der k.u.k. 4. Armee um den Erhalt der Styrlinie, der Durchbruchsabschnitt hatte sich auf 85 Kilometer Breite und eine Tiefe von 48 Kilometer ausgebreitet. Die stabilisierte Front verlief jetzt von Tarnawka, entlang der Plaszewka und des Styr nordwärts zur Lipa, weiter über Gorochow und Swiniuchy zum Stochod bei Linjewka, von dort weiter nach Sokul, den Styr entlang nach Kolki.

### 1917
Nach dem Anlaufen der Kerenski-Offensive wurde am  6. Juli 1917 der Schwerpunkt von der 11. zur jetzt südlich des Dnjestr stehenden 8. Armee verlegt. Der südliche Flügel Kornilows blieb vor den Waldkarpaten defensiv, während der nördliche Flügel zwischen Jampol am Dnjestr und Nadwórna den Angriff mit dem XII. und XVI. Armeekorps aus dem Raum Stanislau nach Westen vortrug. 8 Infanteriedivisionen und 4 Kavalleriedivision griffen die Front der k.u.k. 3. Armee an, welche im Angriffsfeld mit sechs Divisionen verteidigte. Nach starkem Artillerieschlag brachen Kornilows Truppen nordwestlich von Stanislau durch die Front der k.u.k. 15. Division durch. Am 7. Juli hatten die Russen auf den Weg nach Kalusz auch das Tal der Lomnica durchschritten. Am 8. Juli fiel noch die dort beherrschende Höhe von Jutrena Gora (Höge 354) in russische Hände. Bis zum 11. Juli konnte das russische XII. Armeekorps den Einbruch in Richtung auf Kalusz noch auf 18 Kilometer Tiefe erweitern. Die Verluste der 8. Armee stiegen rasant, Auflösungserscheinungen verhinderten weitere Angriffe.
Kerenski ersetzte General Gutor als Oberbefehlshaber der Südwestfront, jetzt bekam Lawr Kornilow dessen Stelle, die 8. Armee wurde darauf General Tscheremisow übertragen.
Ende 1917 befand sich das Hauptquartier der 8. Armee in Mogilew-Podolski, am 12. Januar 1918 erfolgte die Anordnung zur Auflösung, tatsächlich wurde die Demobilisierung der Armee erst im März 1918 abgeschlossen.

## Kommandeure
- Alexei Alexejewitsch Brussilow (28. Juli 1914 – 17. März 1916)
- Alexei Maximowitsch Kaledin (23. März 1916 – 29. April 1917)
- Lawr Georgijewitsch Kornilow (29. April 1917 – 10. Juli 1917)
- Wladimir Andrejewitsch Tscheremisow (11. Juli 1917 – 25. Juli 1917)
- Michail Alexejewitsch Sokownin (30. Juli 1917 – 17. Oktober 1917)
- Nikolai Leontjewitsch Junakow (18. Oktober 1917 – 21. Dezember 1917)